# Арман Постаджиян
Арман Шнорк Постаджиян е български лекар, кардиолог, професор в Медицинския университет в София.

## Биография
Арман Постаджиян е роден на 28 септември 1972 г. в град София . Завършва медицина в Медицинския университет – София през 1997 г. Има придобити специалности по обща медицина, вътрешни болести, кардиология. Има професионална квалификация по неинвазивна и инвазивна кардиология . През 2007 г. защитава дисертационен труд за придобиване на образователна и научна степен „доктор“ по специалността кардиология с тема „Маркери за нестабилност на атеросклеротичната плака“. През 2009 г. след конкурс е избран за доцент, а през 2016 г. за професор .
Започва работа в Клиника по пропедевтика на вътрешни болести, а от 2000 г. в Клиника по кардиология към УМБАЛ „Св. Анна“ в София, която впоследствие оглавява. Понастоящем е ръководител на катедрата по Обща медицина към Медицинския университет в София . Заместник декан по СДО на Медицинския факултет на МУ-София с мандат 2020 – 2024 г.

## Членства
- Българска лига по хипертония (председател от 2018 г.)
- Дружество на кардиолозите в България
- В работната група по AcuteCardiacCare на Европейското кардиологично дружество

## Научни публикации
Арман Постаджиян е автор на над 50 научни публикации, цитирани над 14000 пъти и има индекс на Хирш=20 